# Músculo glúteo mayor
El músculo glúteo mayor ([TA]: musculus gluteus maximus) es un músculo del miembro inferior, grueso, romboidal y oblicuo.
Se sitúa en la región posterior de la pelvis. Sus fibras se disponen de manera descendente. Consta de dos planos, uno superficial y otro profundo. Por debajo encontramos principalmente el glúteo mediano. Tiene una forma gruesa y ancha, romboidal. Es uno de los músculos más voluminosos y fuertes del cuerpo humano. Tiene una función muy importante en el ciclo de la marcha. También cumple una función estética en lo que es la armonía corporal en esta región y el conocimiento de su anatomía es necesario para realizar las cirugías denominadas "gluteoplastias".

## Función

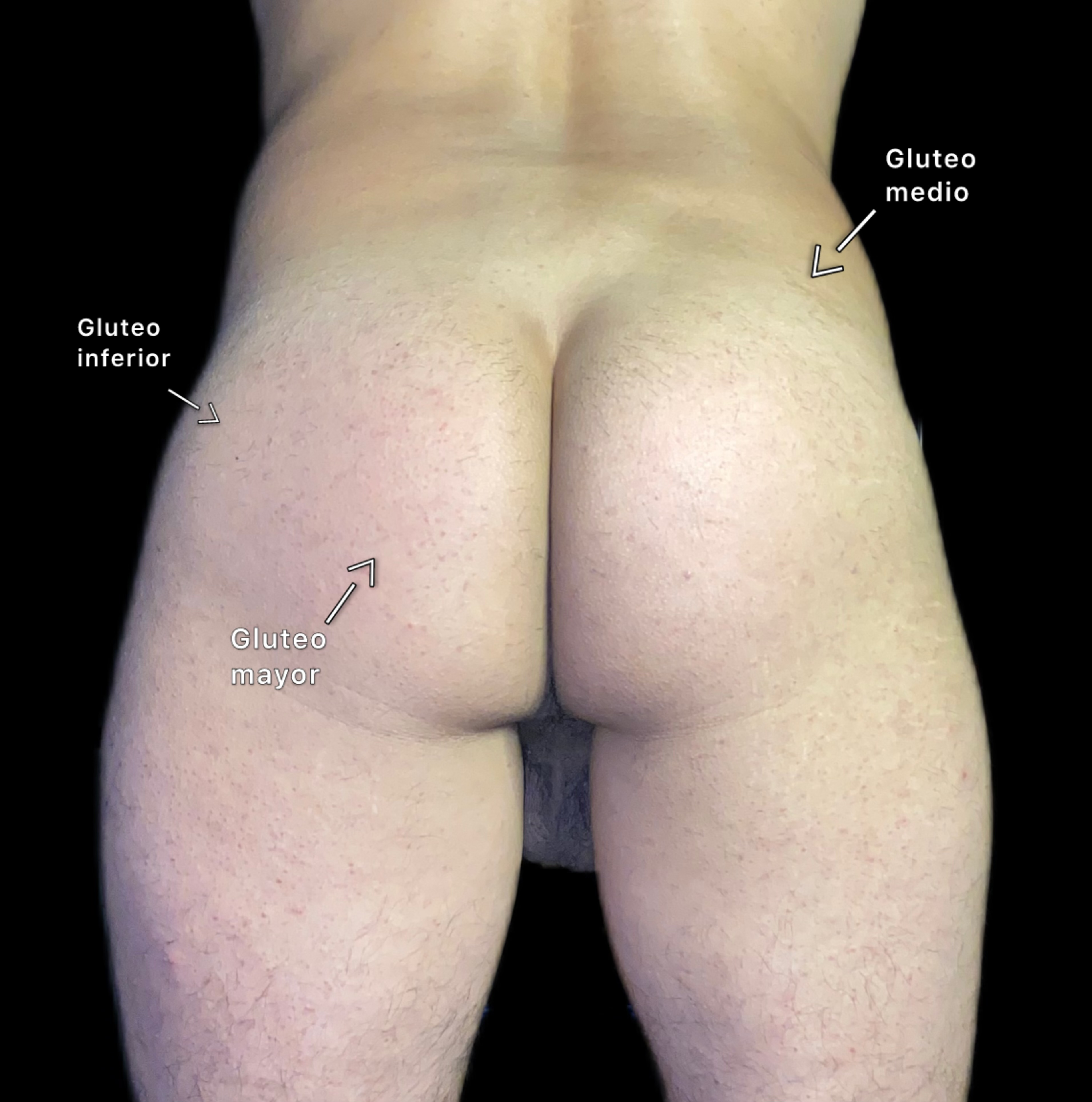
Segmentación de los glúteos en vista superficial

Cuando el glúteo mayor toma su punto fijo de la pelvis, se extiende la articulación acetabulofemoral y trae el muslo doblado en una línea con el cuerpo.
Tomando su punto fijo desde abajo, que actúa sobre la pelvis, el apoyo y el tronco sobre la cabeza del fémur; esto es especialmente evidente en pie sobre una pierna.
Su acción más potente es causar que el cuerpo recupere la posición erecta después de agacharse, mediante la elaboración de la pelvis hacia atrás, siendo asistido en esta acción por el bíceps femoral (cabeza larga), semitendinoso, semimembranoso y aductor. Dada está funcionalidad, junto con el cuádriceps es un importante efector del ejercicio de fuerza sentadilla.
El glúteo mayor es un tensor de la fascia lata, y por su relación con la banda iliotibial estabiliza el fémur en las superficies articulares de la tibia durante el pie, cuando los músculos extensores están relajados.
La parte inferior del músculo también actúa como un aductor y rotador externo de la extremidad inferior. Las fibras superiores actúan como abductores de las articulaciones de la cadera.
Es el músculo principal para ponerse de pie.

### Acción de extensión y rotación lateral
- Con el ilíaco fijo: Crea una extensión y rotación externa de cadera. Las fibras inferiores también ejercen un poco de aducción de cadera. En cambio las superiores realizan abducción, principalmente en colaboración sinérgica con su antagonista tensor de la fascia lata. Al conjunto de estos dos músculos junto a la propia fascia lata se le denomina deltoides glúteo.[4]
- Con el fémur fijo: Con ambos lados a la vez efectúa una retroversión de la pelvis. Es un músculo clave en la estabilización de la pelvis en la postura erecta. Con un solo lado mueve el ilíaco en retroversión, rotación interna e inclinación lateral interna. En sinergia antagonista con el psoas ilíaco estabiliza la pelvis para mantener la erección de la columna.